# 生駒山地
生駒山地（いこまさんち）は、大阪平野と京都盆地・奈良盆地とを隔てる丘陵性の山地である。河内国と山城国・大和国との国境、大阪府と京都府・奈良県の府県境のそれぞれ一部をなしている。主峰は生駒山。一部が金剛生駒紀泉国定公園に指定されている。

## 地理
生駒山地の範囲は八幡市の男山丘陵を北端とし、交野山（341m）、飯盛山（314m）、主峰の生駒山（642m）、高安山（487m）、信貴山（437m）を経て大和川に至るおおむね南北35km余り、東西5kmほどの地域である。標高300〜400m程度の山が連なるなだらかな山地であるが、西側（大阪府側）では東側（奈良県側）と比べて傾斜がきつくなっている傾動地塊として知られている。

### 主な山
- 男山（鳩ヶ峰）（143m）
- 甘南備山（221m）
- 交野山（341m）
- 飯盛山（314m）
- 生駒山（642m）
- 高安山（487m）
- 信貴山（437m）
- 高尾山（278m）

## 交通
南北に細長い形状の山地であり、古くから大阪（難波）と奈良（平城京）の交通の要衝であるため、東西方向に多くの道が横断している。

### 主な道路および峠
- 国道1号 - 洞ヶ峠
- 第二京阪道路
- 国道307号 - 河内峠
- 国道168号 - 磐船越
- 国道163号 - 清滝峠
- 阪奈道路 - 竜間越
- 第二阪奈道路 - 阪奈トンネル
- 国道308号 - 暗峠
- 十三峠
- 信貴山越

## 特色
大阪中心部より10〜20km程度の大都市近郊に位置するため、レジャー施設などが各所に点在している。京阪奈丘陵地域は関西文化学術研究都市に指定され、多くの研究施設が立地している。